# Volmoed
Volmoed è un centro abitato sudafricano situato nella municipalità distrettuale di Eden nella provincia del Capo Occidentale.

## Geografia fisica
Il piccolo centro abitato sorge nel Piccolo Karoo a circa 12 chilometri a sud-ovest della cittadina di Oudtshoorn.